# Isabella Richaards
Isabella Alyda Johanna (Isabella/Bella) Richaards (Paramaribo, 14 maart 1904 - 1985) was een Surinaams politicus.
Ze was een dochter van Wilhelmina Floortje Ernanine (geboren 30 september 1879 te Revolutie, Beneden Suriname) die bij de volkstelling van 1921 opgaf wasvrouw en ongehuwd moeder te zijn. Richaards zat in het onderwijs maar was ook lid van het bestuur van de Nationale Partij Suriname (NPS). Na de verkiezingen in 1963 kwam ze voor die partij in de Staten van Suriname. Daarmee was ze in Suriname (na Grace Schneiders-Howard) de tweede vrouw die in het parlement kwam en de eerste sinds de invoering van de algemeen kiesrecht in Suriname. Ze werd in 1967 herkozen waarna ze tot de vervroegde verkiezingen in 1969 Statenlid bleef. Gedurende die twee jaar had ze ook een vrouwelijke collega: Irma Loemban Tobing-Klein. Richaards kwam in 1973 opnieuw in het parlement nadat haar partijgenoot Ramdjan was overleden. Ze bleef Statenlid tot de verkiezingen later dat jaar en overleed in 1985. Ze werd begraven op de begraafplaats Mariusrust.

## Trivia
- In Amsterdam is naar haar de 'Isabella Richaardsstraat' vernoemd.
- Haar voornamen worden ook geschreven als 'Isabella Johanna Alyda'.
- In 1960 kreeg ze tijdens de lintjesregen als "onderwijzeres bij het Ulo-onderwijs der EBGS" een gouden eremedaille in de 'Orde van Oranje-Nassau'.